# اسروشتی
اَسروشتی واژه‌ای است که در مقابل سروش آمده‌است، اسروشتی به معنی نافرمانبرداری، ناشنوایی یا خودسری است.